# Progress in Neuro-Psychopharmacology & Biological Psychiatry
Progress in Neuro-Psychopharmacology & Biological Psychiatry, abgekürzt Prog. Neuro-Psychopharmacol. Biol. Psychiatry, ist eine wissenschaftliche Fachzeitschrift, die vom Elsevier-Verlag veröffentlicht wird. Die Zeitschrift wurde 1977 unter dem Namen Progress in Neuro-Psychopharmacology gegründet und erhielt den derzeitigen Namen im Jahr 1982. Sie erscheint derzeit mit acht Ausgaben im Jahr. Es werden Arbeiten veröffentlicht, die sich mit dem experimentellen und klinischen Aspekten der Neuropsychopharmakologie und der biologischen Psychiatrie beschäftigen.
Der Impact Factor lag im Jahr 2014 bei 3,689. Nach der Statistik des ISI Web of Knowledge wird das Journal mit diesem Impact Factor in der Kategorie klinische Neurologie an 40. Stelle von 192 Zeitschriften, in der Kategorie Neurowissenschaften an 77. Stelle von 252 Zeitschriften, in der Kategorie Pharmakologie und Pharmazie an 53. Stelle von 254 Zeitschriften und in der Kategorie Psychiatrie an 35. Stelle von 140 Zeitschriften geführt.